# David Rugamas
David Antonio Rugamas Leiva (sinh ngày 17 tháng 2 năm 1990 ở San Juan Opico, La Libertad, El Salvador) là một cầu thủ bóng đá người El Salvador.
Hiện tại anh thi đấu cho Águila ở Salvadoran Primera División.

## Sự nghiệp quốc tế

### Bàn thắng quốc tế
Bàn thắng và kết quả của El Salvador được để trước.
| #   | Ngày                | Địa điểm                                                                       | Đối thủ                  | Bàn thắng | Kết quả | Giải đấu                 |
| --- | ------------------- | ------------------------------------------------------------------------------ | ------------------------ | --------- | ------- | ------------------------ |
| 1.  | 7 tháng 3 năm 2019  | Sân vận động Banc of California, Los Angeles, Hoa Kỳ                           | Guatemala                | 2–0       | 3–1     | Giao hữu                 |
| 2.  | 2 tháng 6 năm 2019  | Sân vận động RFK, Washington, D.C., Hoa Kỳ                                     | Haiti                    | 1–0       | 1–0     | Giao hữu                 |
| 3.  | 25 tháng 3 năm 2021 | Sân vận động Cuscatlán, San Salvador, El Salvador                              | Grenada                  | 2–0       | 2–0     | Vòng loại World Cup 2022 |
| 4.  | 28 tháng 3 năm 2021 | Sân vận động Ergilio Hato, Willemstad, Curaçao                                 | Montserrat               | 1–0       | 1–1     | Vòng loại World Cup 2022 |
| 5.  | 5 tháng 6 năm 2021  | Sân vận động bóng đá Bethlehem, Upper Bethlehem, Quần đảo Virgin thuộc Mỹ      | Quần đảo Virgin thuộc Mỹ | 3–0       | 7–0     | Vòng loại World Cup 2022 |
| 6.  | 5 tháng 6 năm 2021  | Sân vận động bóng đá Bethlehem, Upper Bethlehem, Quần đảo Virgin thuộc Mỹ      | Quần đảo Virgin thuộc Mỹ | 5–0       | 7–0     | Vòng loại World Cup 2022 |
| 7.  | 5 tháng 6 năm 2021  | Sân vận động bóng đá Bethlehem, Upper Bethlehem, Quần đảo Virgin thuộc Mỹ      | Quần đảo Virgin thuộc Mỹ | 7–0       | 7–0     | Vòng loại World Cup 2022 |
| 8.  | 8 tháng 6 năm 2021  | Sân vận động Cuscatlán, San Salvador, El Salvador                              | Antigua và Barbuda       | 2–0       | 3–0     | Vòng loại World Cup 2022 |
| 9.  | 12 tháng 6 năm 2021 | Khu liên hợp thể thao Warner ParkWarner Park, Basseterre, Saint Kitts và Nevis | Saint Kitts và Nevis     | 1–0       | 4–0     | Vòng loại World Cup 2022 |
| 10. | 12 tháng 6 năm 2021 | Khu liên hợp thể thao Warner ParkWarner Park, Basseterre, Saint Kitts và Nevis | Saint Kitts và Nevis     | 3–0       | 4–0     | Vòng loại World Cup 2022 |